# Бортолани (Болоња)
Бортолани је насеље у Италији у округу Болоња, региону Емилија-Ромања.
Према процени из 2011. у насељу је живело 93 становника. Насеље се налази на надморској висини од 679 м.